# SN 2001gq
SN 2001gq – supernowa typu Ia odkryta 15 kwietnia 2001 roku w galaktyce A140151+0453. W momencie odkrycia miała maksymalną jasność 23,90m.